# Пам'ятник Михайлові Грушевському (Київ)
Пам'ятник Михайлові Грушевському в Києві — пам'ятник українському історику, політику і громадському діячу Михайлові Сергійовичу Грушевському. Розташований в центральній частині міста по вул. Володимирський праворуч від Будинку вчителя, перед корпусом Національного університету ім. Т. Шевченка (раніше Перша Київська гімназія). Автори — скульптор Володимир Чепелик, архітектори Микола Кислий, Руслан Кухаренко, Юрій Мельничук, інженер Микола Печенов.
Відкриття пам'ятника відбулось 1 грудня 1998 року. В цій урочистій події зокрема брали участь Президент України та представники уряду.

## Вибір місця розташування
Пам'ятник розташований поряд зі спорудами, з якими були пов'язані життя та діяльність Михайла Грушевського. Це університет, будинок Педагогічного музею (Будинок вчителя), де в 1917—1918 роках діяли Українська Центральна Рада і українські політичні партії, відбувалися важливі події політичного і державного значення доби Української революції, будинки академії наук (№ 54 і 55) та інші.

## Опис

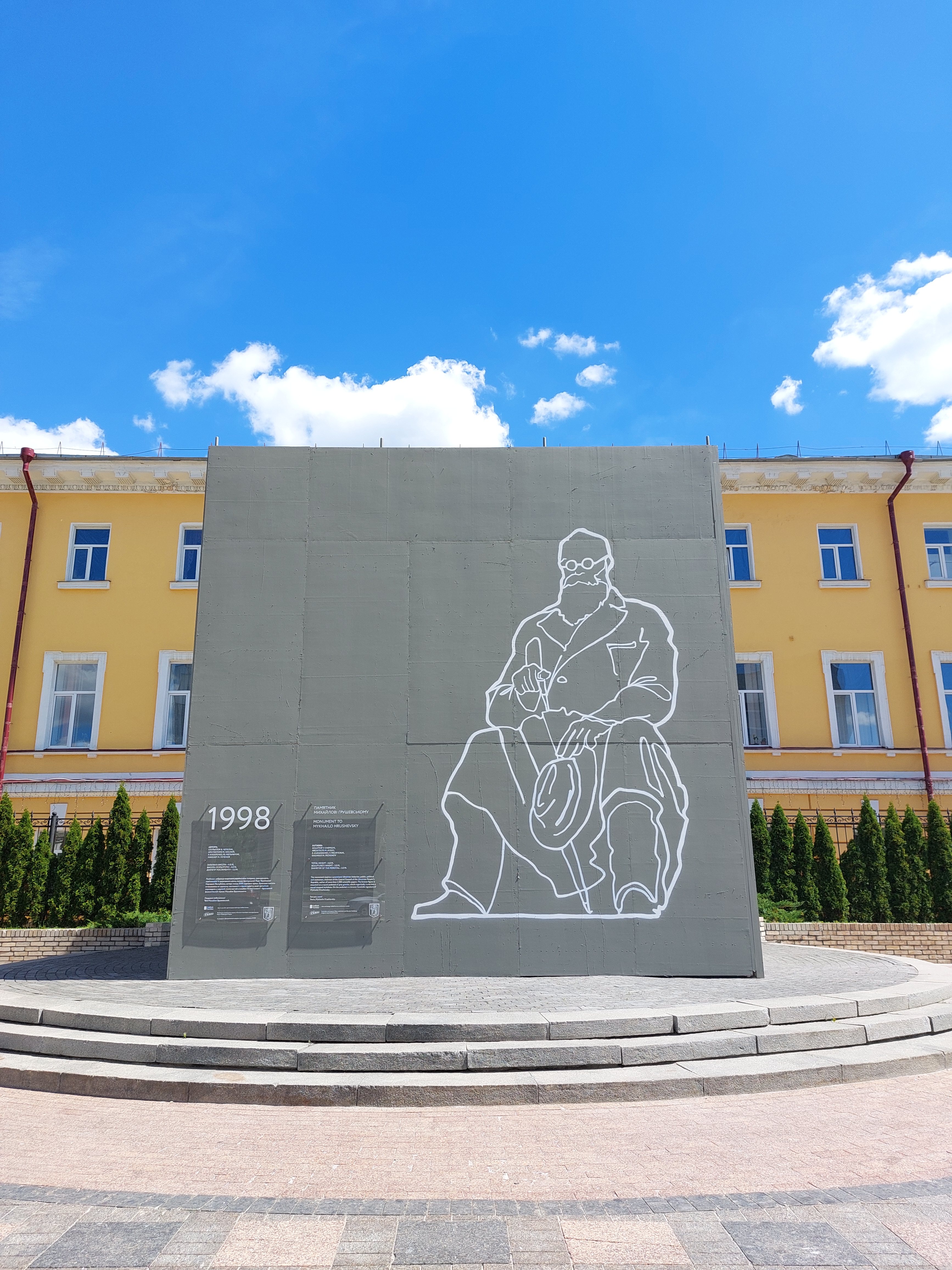
Пам'ятник у травні 2022 року, захищений від можливого руйнування на фоні російського вторгнення в Україну

Бронзова постать Михайла Грушевського, що сидить на лаві, встановлена на круглому постаменті з сірого граніту, який переходить у гранітний ступінчастий стилобат. На постаменті розміщено виконаний накладними бронзовими літерами підпис вченого, стилізований під факсиміле.
За стилістикою скульптура наближена до реалістичної скульптури другої половини XIX ст., для якої характерне жанрове трактування образу людини в повсякденному контексті буття. Грушевський зображений у стані внутрішнього заглиблення — в останні роки життя, роки переслідувань, які закінчилися трагічною смертю. Пам'ятник відзначається ретельно опрацьованою портретною характеристикою, що передає всі тонкощі іконографічних рис; внутрішній стан вченого підкреслюють витончені руки, що вільно опираються на парасольку.
Майданчик, на якому встановлено пам'ятник, був спеціально облаштований одночасно з реконструкцією вулиці Володимирської, частини бульвару Т. Шевченка і парку імені Т. Шевченка, завдяки чому створений органічний містобудівний ансамбль.

### Розміри
Загальна висота пам'ятника становить 4,8 м, висота скульптури — 3,3 м; діаметр постаменту — 3,3 м.

## Вандалізм
14 березня 2017 року чиновники столичної мерії виявили, що з постаменту пам'ятника зник бронзовий напис «Михайло Грушевський»